# 瞪羚级小巡洋舰
瞪羚级小巡洋舰（德語：Gazelle-Klasse）是德意志帝国海军在20世纪之交建造的十艘小巡洋舰的船级。它们是以1886－96年度和1897－1900年度的计划任务为依据，以“四等巡洋舰（Kreuzer IV. Classe）”或“小型防护巡洋舰（Kleine Geschützte Kreuzer）”的代号进行开发，并采用纵横钢结构建造。它们是帝国海军的首项现代轻巡洋舰方案，并为所有未来在德国入役的小巡洋舰提供了基本模式。该船级被分为两个子项建造，其中瞪羚号以及对机械装置进行了强化的尼俄伯号、宁芙号、忒提斯号、阿里阿德涅号、美杜莎号和阿玛宗号源自1986－96年度的计划任务；而第二份计划任务则提供了略微增大的版本，即女性之赞号、阿科纳号和温蒂妮号。它们均装备有十门105毫米炮和一对鱼雷发射管，最高可以21.5節（39.8每小時）的速度行驶。
所有十艘同级舰在首次入役时都与舰队共同服役，其中有几艘在第一次世界大战爆发前的十年间在海外基地服役。大部分舰只于战争初期都被用作岸防舰。阿里阿德涅号于1914年8月的黑尔戈兰海战中沉没，温蒂妮号于1915年11月在波罗的海被英国潜艇的鱼雷击沉，而女性之赞号则在1916年5月的日德兰海战中沉没。其余舰只都在战争中幸存了下来并加入战后重新组建的魏玛国家海军，仅1920年被拆解的瞪羚号除外。
尼俄伯号于1925年被售予南斯拉夫并更名为达尔马提亚号，其余舰只则在1920年代末陆续退出现役，然后用作执行次要任务或拆解报废。美杜莎号和阿科纳号于1940年被改装为防空炮舰，并在第二次世界大战结束时凿沉。达尔马提亚号于战争期间两次被俘：首先由意大利人更名为卡塔罗号，然后由德国人恢复原名尼俄伯号。它于1943年12月搁浅，随即遭到英国鱼雷快艇摧毁。阿玛宗号是在战争中唯一幸存的同级舰，作为宿营船的它直至1954年才拆解报废。

## 设计

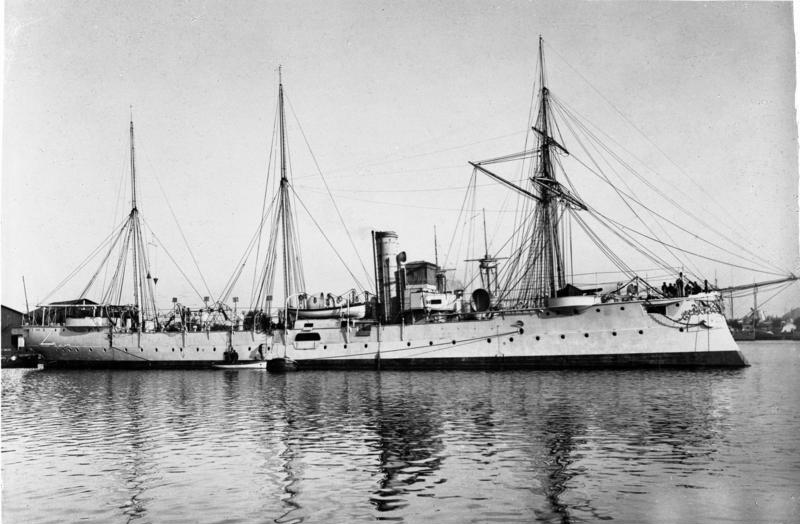
鵟级秃鹫舰，是衍生出瞪羚级设计的前型之一

在1870年代和1880年代初，德国建造了两种类型的巡航船具：小型、快速、轻武装、适用于作为舰队侦察兵服务的通报舰，以及更大、远程、用于德国殖民地巡逻的盖甲板护卫舰。从1880年代中期开始，时任帝国海军部长的列奧·馮·卡普里維将军开始着手一项建造计划，旨在使德国的巡洋舰部队更具现代化。该计划的第一步是两艘燕子级巡洋舰，从而为更大型的鵟级奠定了基础。这些舰只的航速都相对较慢，最高不超过15.5節（28.7每小時），难以配合主要舰队进行侦察行动。
至1890年代初，德意志帝国海军的官员们开始考虑一种新型的巡洋舰，它将通报舰的速度与无防护巡洋舰的更重武器装备和更长的巡航半径结合在一起。然后，时任帝国海军总司令部参谋长的海军上尉阿尔弗雷德·冯·提尔皮茨撰写了一份1894年舰队演习的摘要，当中提到他所认为的一款新型小巡洋舰的必要特征。它们应当至少有18節（33每小時）以上的航速、足以与敌方舰队侦察兵交战的武器装备，以及用于保护舰只推进装置的装甲甲板。
1895年5月10日，国家海军办公室发布了一份关于下一款巡洋舰的提案，临时代号为“G”。最初的提案记录并没有保存下来，但最终的设计严格遵循了提尔皮茨于1894年概述的规范。尽管他喜欢更大的武器，但主炮的口径必须限制在105毫米，以使排水量保持在合理的范围内。最大航速为19.5節（36.1每小時），较当代的战列舰设计高出3節（5.6每小時）。1895－1896年间，海军总设计师阿尔弗雷德·迪特里希制定出第一艘舰的设计方案，即后来的瞪羚号。它移植了独级舰赫拉号的整体特征和截面轮廓，并增加了船体宽度以安装更为强大的武器。在1897－1900年期间，由于订购了更多的同级舰，它们的设计中纳入了一系列的改进。
在1897年，当同级的第二艘舰将被提交至帝国议会并列入次年的预算时，其他舰型的发展促使了第一次变动。由于最新的德皇腓特烈三世级战列舰的航速将达到18节，因此必须提高航速以保持3节的速度优势。根据提尔皮茨的想法，国家海军办公室还考虑增加主炮的口径，但迪特里希表示，在保持排水量不超过3000吨的情况下，无法实现所要求的改进。更成问题的是，新舰的成本将增加约26%，帝国议会不太可能批准。因此，下一艘舰将在很大程度上重复瞪羚号的设计，但由日耳曼尼亚船厂开发的新发动机仍确保了必要的速度能提高至21.5節（39.8每小時）。
这些舰只较当代的轻巡洋舰略小，但在当时仍属坚固及装备精良。这些特征平衡了该舰级所设想的两个角色的需求，即同时满足舰队侦察和海外巡洋的功能。作为德意志帝国海军的首个现代化小巡洋舰船级，瞪羚级是至1910年的科尔贝格级以前，其它一系列小巡洋舰的鼻祖。这一时期的所有小巡洋舰基本上都遵循相同的模式设计，几乎没有什么根本的变化。而后续的小巡洋舰船级马格德堡级则是依据更具现代化的方案设计。

### 整体特征
瞪羚级舰只的水线长度从104.1－104.4米不等，全长为105米。首批七艘舰有12.20米的舷宽，第二批三艘舰更宽，达到12.40米。前吃水和后吃水分别在4.11－5.98米和5.31－5.69米之间。舰只所设计的标准排水量为2643－2706吨，满载排水量则达2963－3180吨。船体采用纵横钢框架构造，船体外墙由木板覆盖，表面再覆一层蒙次合金以防止积垢。蒙次合金延伸至水线以上一米处。船体分为十二个水密舱室并包含一个占舰只长度比重为40%的双层船底。而对于第二批三艘舰，它们的双层船底比例则被延长至46%。
所有十艘同级舰都有严重的易倾性和颠簸性，在顶头浪中也会被打湿。在完成现代化改造后，它们则倾向于受下风舵的影响。尽管如此，这些舰只的转向紧凑，并且非常灵活。在急转舵时，它们的速度最多会降达65%；舰只的横向稳心高度则为0.5－0.63米。瞪羚级舰只所需的船员编制为14名军官和243名水兵，但最后三艘舰的水兵人数上升至256人。此外，它们还配备了一些小型舰载艇，其中包括1艘哨艇、1艘大舢板、2艘小汽艇、2艘高低桅帆船和1艘小划艇。

### 机械装置
瞪羚级的的推进系统是由各造船厂生产的两台三胀式蒸汽机组成。其中瞪羚号发动机的设计功率为6,000匹指示馬力（4,500千瓦特），最高时速为19.5節（36.1每小時）；其余舰只的发动机额定功率则为8,000匹指示馬力（6,000千瓦特），最高速度为21.5節（39.8每小時）。发动机由八台不同厂家生产的燃煤水管锅炉提供动力，它们被分入两个锅炉舱。前三艘舰可搭载500吨煤，使其可以10節（19每小時）的速度续航3,570海里（6,610）。接下来四艘舰的搭载量稍多，为560吨，使其可以更高速的12節（22每小時）续航至3,560海里（6,590）的大致相同里程。最后三艘舰则可贮存700吨煤，这显著提高了其巡航半径，在12节速度不变的情况下，续航里程达到4,400海里（8,100）。这些舰只还配备有三台发电机，可产生电压为110伏特的110千瓦特（150匹馬力）电。

### 武器及装甲
瞪羚级舰只配备有十门单装105毫米40倍径速射炮。其中两门并排布置在艏艛前方，六门设于舰舯、每边各三门，以及两门并排布置在舰艉。这些炮支的射程为12200米。它们共提供1000发弹药，其中每炮100发；但最后三艘舰的配额增加至1500发，即每炮150发。此外，舰只还配备鱼雷管。瞪羚号有三具450毫米的管筒和八枚鱼雷；一具浸没在舰艏的船体内、两具安装在舷侧的甲板发射器内。其余同级舰则仅有两具45厘米管筒和五枚鱼雷，均浸没舷侧的船体内。
瞪羚级舰只受到20－25毫米厚的装甲甲板保护，侧部的斜面装甲厚度则为50毫米。装甲由两个普通钢层和一个克虏伯钢层组成。瞪羚级舰只还配备有木栓围堰以增加浮力。司令塔的侧面有80毫米厚、顶面为20毫米厚。炮支则受到厚度为50毫米的炮挡保护。

## 同级舰

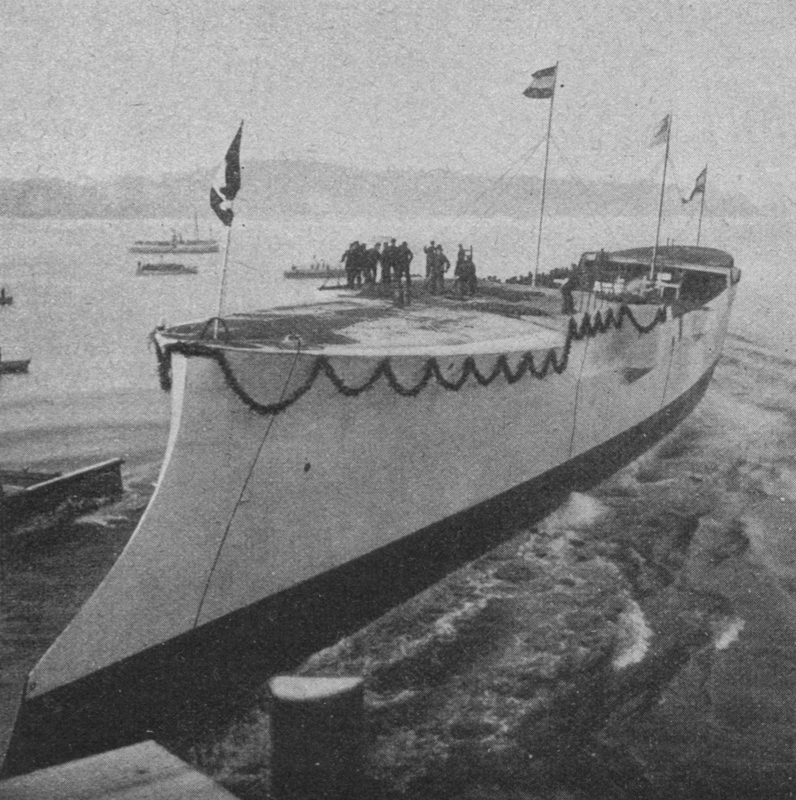
正在下水的温蒂妮号

瞪羚级的十艘同级舰于1897年至1904年间在德国的各家国营及私营船厂建造。
| 舰只         | 造船厂             | 命名来源   | 架设日期 | 下水日期       | 入役日期      | 结局                     |
| ------------ | ------------------ | ---------- | -------- | -------------- | ------------- | ------------------------ |
| 瞪羚号       | 基尔日耳曼尼亚船厂 | 瞪羚       | 1897年   | 1898年3月31日  | 1901年6月15日 | 1920年拆解               |
| 尼俄伯号     | 不来梅威悉船厂     | 尼俄伯     | 1898年   | 1899年7月18日  | 1900年6月25日 | 1943年遭英国鱼雷艇摧毁   |
| 宁芙号       | 基尔日耳曼尼亚船厂 | 宁芙       | 1898年   | 1899年11月21日 | 1900年9月20日 | 1932年拆解               |
| 忒提斯号     | 但泽帝国船厂       | 忒提斯     | 1899年   | 1900年7月3日   | 1901年9月14日 | 1930年拆解               |
| 阿里阿德涅号 | 不来梅威悉船厂     | 阿里阿德涅 | 1899年   | 1900年8月10日  | 1901年5月18日 | 1914年沉没于黑尔戈兰海战 |
| 阿玛宗号     | 基尔日耳曼尼亚船厂 | 阿玛宗人   | 1899年   | 1900年10月6日  | 1901年5月18日 | 1954年拆解               |
| 美杜莎号     | 不来梅威悉船厂     | 美杜莎     | 1900年   | 1900年12月5日  | 1901年7月26日 | 1945年自沉               |
| 女性之赞号   | 不来梅威悉船厂     | 德国妇女   | 1901年   | 1902年3月22日  | 1903年2月17日 | 1916年沉没于日德兰海战   |
| 阿科纳号     | 不来梅威悉船厂     | 阿科纳角   | 1901年   | 1902年4月22日  | 1903年5月12日 | 1945年自沉               |
| 温蒂妮号     | 基尔霍瓦兹船厂     | 温蒂妮     | 1901年   | 1902年12月11日 | 1904年1月5日  | 1915年遭英国潜艇击沉     |

## 服役历史

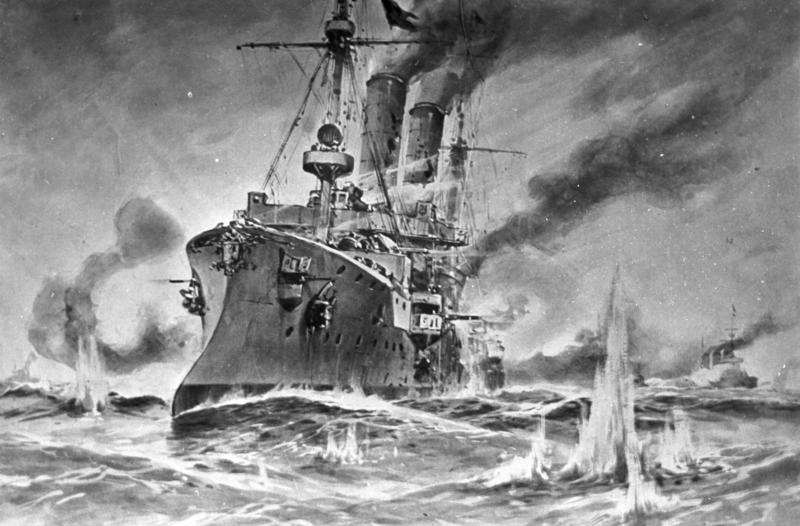
阿里阿德涅号于1914年的黑尔戈兰海战

瞪羚级巡洋舰在投入使用后曾以各种身份服役。它们中的大部分都被分配至舰队的侦察部队，但也有一些在海外基地服役。其中瞪羚号是1902－1904年、忒提斯号是1902－1906年、尼俄伯号是1906－1909年、以及阿科纳号是1907－1910年间被部署至海外。除了舰队的侦察角色外，宁芙号还被用作海军学员的教练船，而温蒂妮号则担任炮术教练船。
基于年龄原因，瞪羚级于1914年被置于预备役，但当第一次世界大战于1914年8月爆发后，它们又被动员进行战时服役。其中的大多数最初是被部署至波罗的海担当岸防舰，但女性之赞号和阿里阿德涅号仍然跟随舰队服役。它们都参加了1914年8月28日的黑尔戈兰海战；期间女性之赞号曾与英国巡洋舰阿瑞图萨号交火并使对方严重受损，而阿里阿德涅号则遭几艘战列巡洋舰击沉。女性之赞号在舰队的侦察部队服役直至1916年5月31日的日德兰海战，在当晚的一场激烈夜战中，它被南安普敦号发射的鱼雷击中并沉没，几乎导致全部船员丧生。在波罗的海，温蒂妮号则是于1915年11月7日被英国潜艇E11号发射的鱼雷击中并沉没。

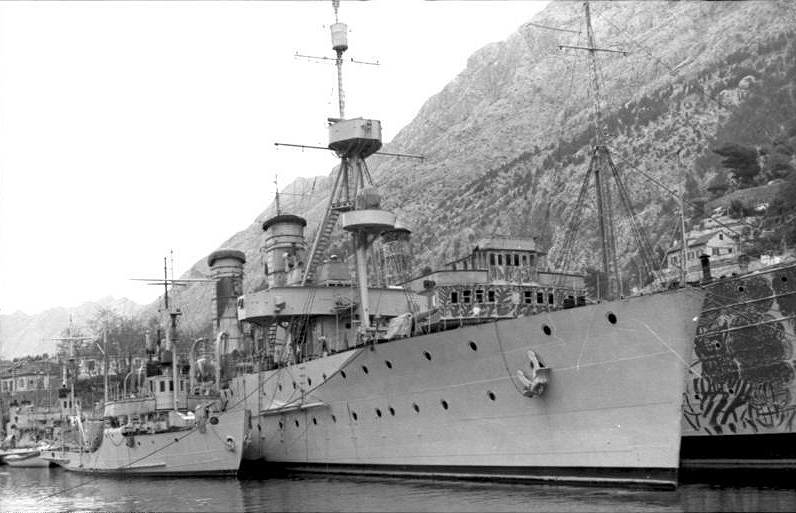
在南斯拉夫服役的达尔马提亚号

1916年，幸存的七艘同级舰被撤出前线任务并解除武装，仅余保留了六门炮的美杜莎号和重装为九门105毫米潜艇炮的忒提斯号除外——它们都被用作炮术教练船。七艘舰在战后继续服役于重新组建的魏玛国家海军，仅瞪羚号于1920年拆解。这些舰只于整个1920年代都维持在役状态，但至1930年代撤出。尼俄伯号于1925年被售予南斯拉夫并更名为“达尔马提亚号（Dalmacija）”，而宁芙号和忒提斯号则于1930年代拆解。阿科纳号、美杜莎号和阿玛宗号在1930年代的剩余时间内都担当宿营船职责。
第二次世界大战爆发后，美杜莎号和阿科纳号被改造为浮动的高射炮台，并从1940年开始守卫德国港口直至战争结束，然后于1945年5月3日被它们的船员自行凿沉。与此同时，至战争结束后，阿玛宗号仍然以宿营船的身份服役。达尔马提亚号在入侵南斯拉夫之戰后被意大利人俘获，并更名为“卡塔罗号（Cattaro）”，与意大利海军一同服役。1943年9月，当意大利投降后，它又被德国人俘获，并恢复原名尼俄伯号。该舰于1943年12月在亚得里亚海擱淺，继而遭英国的两艘鱼雷快艇摧毁。尼俄伯号、美杜莎号和阿科纳号都于1940年代拆解报废，但阿玛宗号依旧作为宿营船苟延残喘，直至1954年才作出售拆解。